# St Albans hercege
A St Albans hercege cím az angol főnemességben. 1684-ben hozták létre Charles Beauclerk, Burford 1. grófja számára, aki ekkor 14 éves volt. II. Károly király elismerte, hogy Burford Nell Gwyn színésznőtől született törvénytelen fia, és hercegi címet adományozott neki, ahogy más törvénytelen fiait is megjutalmazta hasonlóan – így jöttek létre a Monmouth, Southampton, Grafton, Northumberland, valamint Richmond és Lennox hercegi címek.
A jelenlegi St Albans herceg további címei: Burford grófja (1676) és ennek al– vagy mellékcíme, Heddington bárója (1676), valamint Vere bárója (1750). A grófi cím az angol főnemesség, a Vere bárói cím a brit főnemesség része.
A St Albans hercegei örökletesen viselik az Anglia fősolymásza címet. A XVIII. század végéig ők voltak a Kancellári Bíróság örökletes hivatalvezetői.
Hagyományosan a grófi és a bárói címet udvariassági címként használják: a herceg örököse Burford grófja, az ő örököse pedig a Vere bárója címet viseli.
A XX. századig a St Albans hercegeinek vidéki rezidenciái közé tartozott a Nottinghamshire-i Bestwood Lodge, amelyet Nell Gwyn kapott ajándékba. A 10. herceg fő lakóhelyévé tette, de 1939-ben a 12. herceg eladta, ma szállodaként működik. Egy másik birtokuk volt a Surrey-ben az Upper Gatton Park. A 12. herceg örökölte az ír Tipperary megyei Newtown Anner House-t, amely a család birtokában maradt az 1940-es évekig, majd a század közepén eladták. A 13. és a jelenlegi herceg már nem örökölt birtokot vagy vidéki rezidenciát.
A „Beauclerk” név elfogadott kiejtése: /ˈboʊklɛər, boʊˈklɛər/, amit a korai írásmódokban is tükröz a „Beauclaire” alak.
A szócikk speciális jelölései
A szócikkhez szorosan kötődő főnemesi címek mellett előfordulhat a ( 1488 II) jelzés. Ez azt jelenti, hogy a nemesi címet az angol peerage-ben, főrendben hozták létre 1488-ban. Ez volt a cím második létrehozása.

## St. Albans grófjai
A St. Albans grófoknak semmi közük sem volt a későbbi hercegekhez, csupán a teljesség igénye miatt említjük őket.
A St Albans grófja címet először Richard Bourke (vagy de Burgh) (–1635), Clanricarde 4. grófja ( 1543) viselte. Ő 1604 és 1616 között teljhatalmú angol helytartó volt Nyugat-Írországban, majd 1616-ban Galway kormányzója lett. Hűséges szolgálatáért Tunbridge vikomtja (al– vagy mellékcíme: Somerhill báró) ( 1624), majd St Albans grófja ( 1628), Galway vikomtja ( 1628) (alcíme: Imanney bárója) főnemesi címeket nyerte el. Angol címei fiának, Ulicknek, St Albans 2. grófjának 1657-ben bekövetkezett halálával kihaltak.
A címet másodszor 1660-ban hozták létre a királyi háztartást irányító Henry Jermyn báró számára, a cím azonban 1684-ben az ő halálával ismét kihalt.

## St Albans hercegei
Charles Beauclerk, Burford 1. grófja (1676), St Albans 1. hercege (1684) KG

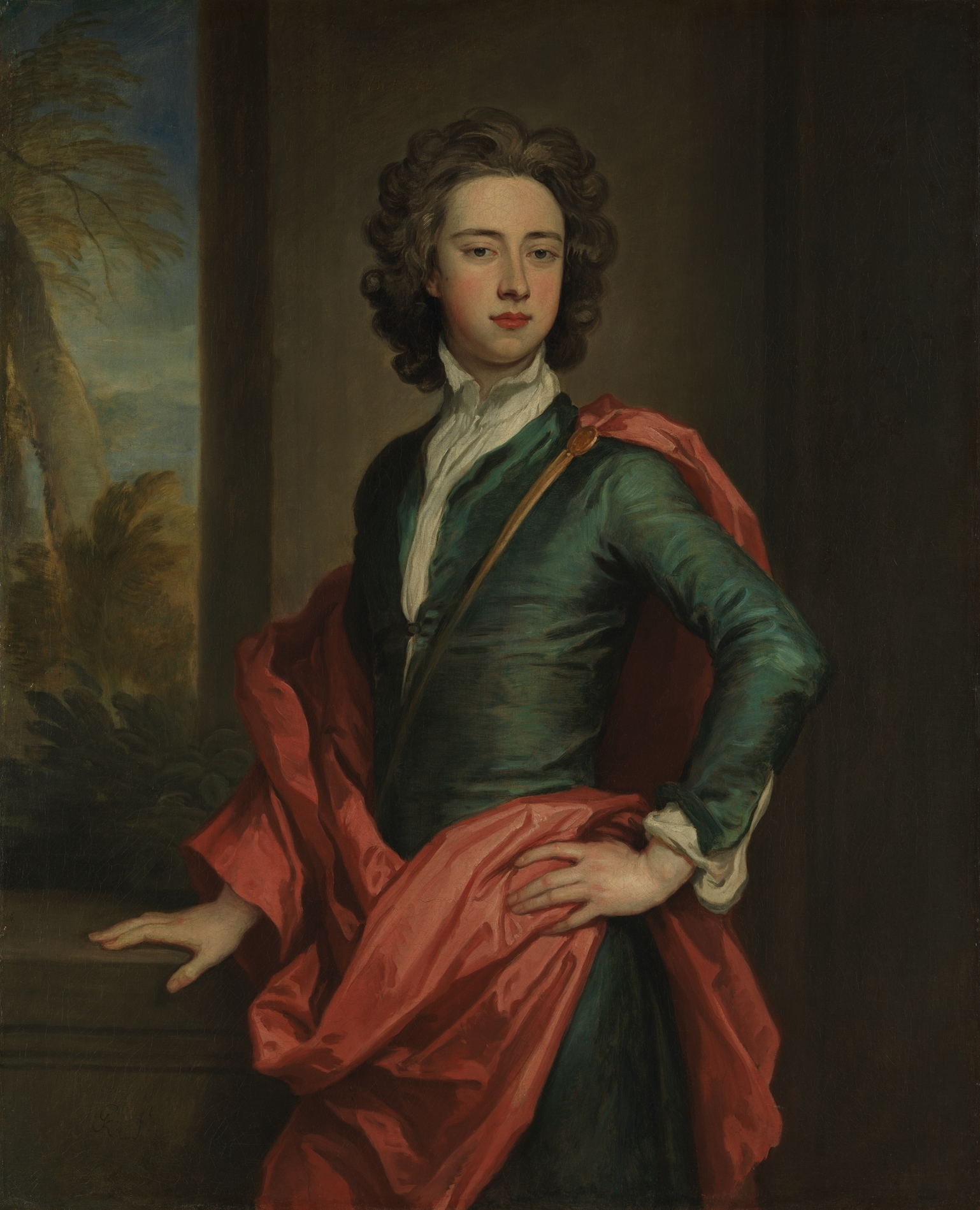
Charles Beauclerk, St Albans első hercege – Godfrey Kneller fetménye

Charles Beauclerk (1670. május 8., megh. 1726. május 11.) II. Károly angol király és szeretője, Nell Gwyn törvénytelen fia volt. Hatévesen megkapta a Burford grófja (al– vagy mellékcíme: Baron Heddington) címet, majd 1684-ben elnyerte a St Albans hercege címet. Húsvétkor apjával és két másik törvénytelen herceggel, Northumberland és Richmond hercegével együtt jelent meg Whitehallban az oltár előtt.
1687-ben, anyja halála után jelentős örökséget kapott, beleértve a Windsori kastély közelében fekvő Burford House-t és annak birtokait. 1688-ban csatlakozott I. Lipót császár seregéhez, részt vett Nándorfehérvár ostromában. 1691-ben helyet foglalt a Lordok Házában, majd 1693-ban részt vett a flandriai landeni csatában. Hazatérve a királyi testőrség kapitányává nevezték ki.
1694-ben feleségül vette Diana de Vere-t, Oxford utolsó grófjának örökösét. 1697-ben örökölte a Chancery-bíróság nyilvántartói hivatalát (évi 1500 font jövedelemmel), és a fősolymászi tisztséget is viselte. 1698–99-ben ismét Flandriában szolgált, majd Párizsba küldték. 1703-ban az ír parlament évi 800 fontos járadékot szavazott meg számára.
1712-ben, a toryk hatalomra jutásakor elmozdították kapitányi tisztségéből, de I. György trónra lépése után visszahelyezték, és 1718-ban a Térdszalagrend lovagja lett. 1726-ban hunyt el Bath városában.
Charles Beauclerk, St Albans 2. hercege KG
Charles Beauclerk (1696. április 6. – 1751. július 27.) Etonban, majd az oxfordi New College-ban tanult. 1718 és 1726 között whig párti képviselő volt a brit parlamentben, előbb Bodmin, majd Windsor választókerületében. 1725-ben megkapta a Bath-rend lovagja kitüntetést. 1726-ban örökölte a hercegi címet, ugyanebben az évben Windsor főintendánsává nevezték ki. 1727-től haláláig Berkshire hadnagya volt, 1730-tól a Windsori kastély kormányzója és erdőőre, valamint 1738-tól Lord of the Bedchamber. 1741-ben a Térdszalagrend lovagja lett. 1722. december 13-án feleségül vette Lucy Werdent. Emellett viszonya volt unokatestvérével, Renee Lennox-szal, Charles Lennox, Richmond 1. hercegének törvénytelen lányával, akitől egy lánya született: Diane Beauclerk-Lennox, aki később Alessandro Mompalao Cuzkeri báró szeretője lett.
George Beauclerk, St Albans 3. hercege
George  (1730. június 25. – 1786. február 1.) Etonban tanult, 1751-ben örökölte apja címeit. Ugyanebben az évben – apja tisztségeit is megörökölve – Windsor főintendánsa és a király  Lord of the Bedchamber lett. Berkshire hadnagya volt 1751–1760 és 1771–1786 között. 1752-ben megházasodott, felesége hozománya 125 ezer font volt, de gyermektelenül, utód nélkül halt meg.
George Beauclerk, St Albans 4. hercege
George Beauclerk (1758. december 5. – 1787. február 10.) 1775-ben zászlós volt a 3. Gárdahadosztálynál. Részt vett az Amerikai függetlenségi háborúban. 1778-ban kapitány-helyettes, majd 1786-ban alezredes lett. Apai unokatestvére halálával, 1786. február 1-jén örökölte a St Albans hercege címet. Nőtlenül halt meg Londonban, 28 évesen.
Aubrey Beauclerk, St Albans 5. hercege

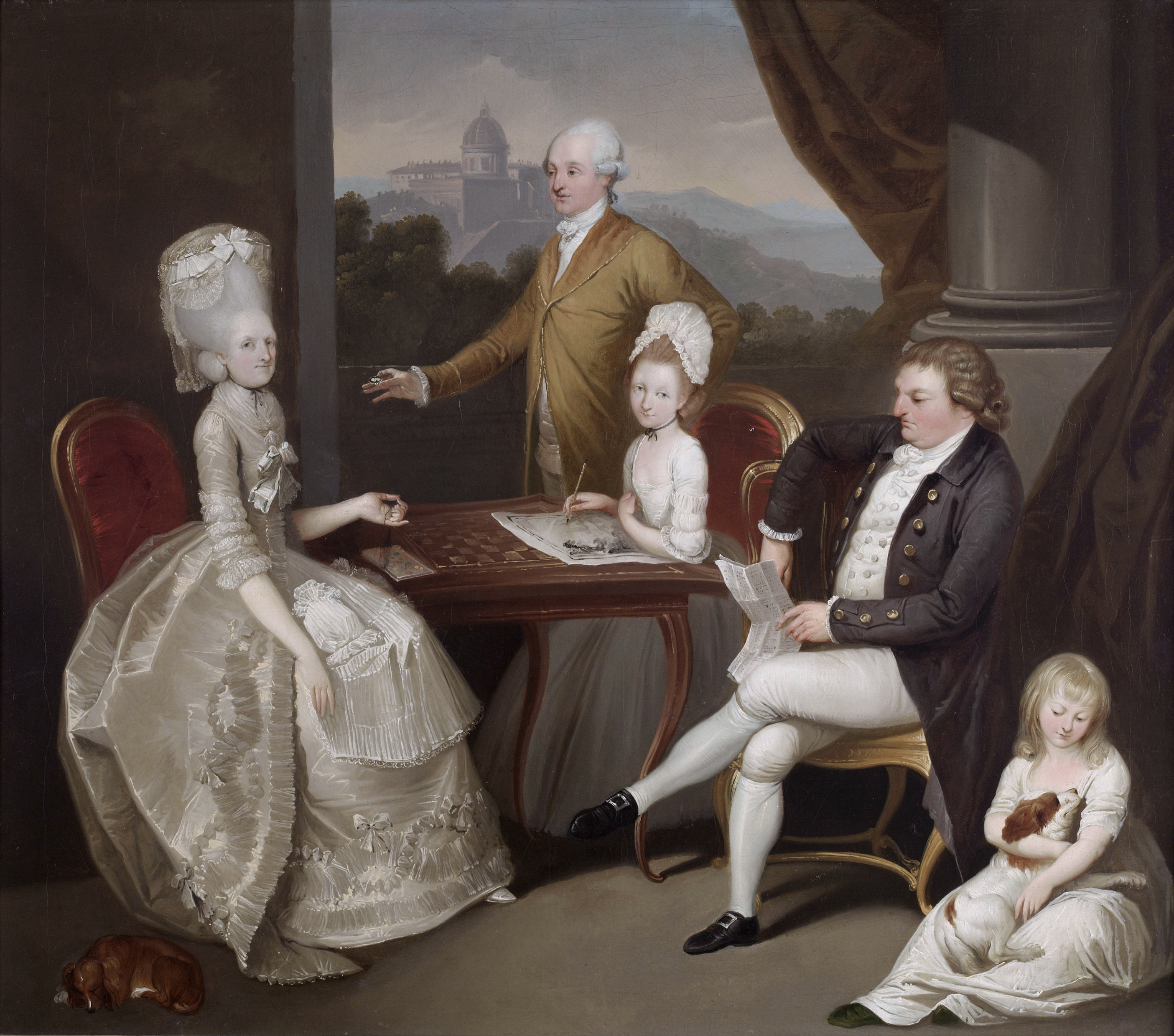
Franciszek Smuglewicz festményén bal oldalon ül Catherine Ponsonby, a hátul álló Aubrey Beauclerk, a későbbi 5. herceg felesége. Az asztalánál ül egyik lányuk, Catherine (1768–1803), mellette a széken Aubrey Beauclerk, a későbbi 6. hercege (1765–1815), a festmény jobb alsó sarkában húguk, Caroline (1775–1838) játszik

Aubrey (1740. június 3. – 1802. február 9.) az oxfordi  Queen’s College-ban tanult. 1761–1768 között Thetford, majd 1768–1774 között Aldborough whig párti képviselője volt a brit parlamentben. Apja halálával a megörökölte a Vere bárója címet és a hanworthi birtokot, ez utóbbit 1802-ben eladta. Unokatestvére halálával a St Albans hercege cím birtokosa lett. 1778-ban feleségével Rómába utazott, ahol egy régészeti ásatást finanszírozott a Centocellében (mára Róma külvárosa). A leletek között több szobor is volt, melyeket részben a Vatikán, részben angol magángyűjtők vásároltak meg. A gyűjteményének nagy részét 1798-ban és 1801-ben eladta, de ugyanebben az évben jelentős vásárlója lett apósának hagyatékának.
Aubrey Beauclerk, St Albans 6. hercege
Aubrey (1765. augusztus 21. – 1815. augusztus 12.) 1781-ben lépett be a seregbe, 1783-ban a 34. gyalogezred kapitányává, majd 1789-ben alezredessé léptették elő. 1788-tól a kor kiemelkedő whig párti úri klubjának, a Brooks’s Clubnak a tagja. Anyai nagynénjének férje ösztönözésére 1790-ben elindult a parlamenti választáson Kingston upon Hullban.  Beauclerk elnyerte a mandátumot, 1790–1796 között a parlament tagja volt, de soha nem szólalt fel. Az ellenzékkel szavazott 1791-ben az Ocsakov-válság idején, valamint a skóciai Test Act eltörlésének támogatója volt, de 1792 végétől többé már nem támogatta aktívan az ellenzéket. Apja halálával örökölte a hercegi címet, a közéletből ezután visszavonult, és címviselőként élt.
Aubrey Beauclerk, St Albans 7. hercege
Aubrey Beauclerk (1815. április 7. – 1816. február 19.) csecsemőkorában elhunyt. Louisa Grace Beauclerk, St Albans hercegnéje és csecsemő fia, Aubrey Beauclerk 1816. február 19-én, néhány órás különbséggel hunytak el. A hercegné férje négy hónappal fia születése után halt meg. A hercegné egészségi állapota férje halála óta gyenge volt, és a kortárs beszámolók szerint fia halála után három órával ő is elhunyt.
William Beauclerk, St Albans 8. hercege
William (1766. december 18. – 1825. július 17.) az ötödik herceg fia volt. 1782-ben a Brit Haditengerészetnél kezdte szolgálatát kadétként, 1788-ban hadnaggyá, majd 1822-ben parancsnokká léptették elő. 1791-ben feleségül vette Charlotte Thelwellt, majd második házasságát 1799-ben kötötte Maria Janetta Nelthorpe-pal. 1803-ban Denbighshire, 1808-ban Lincolnshire főbírája volt. Unokaöccse halálával örökölte a hercegi címet.
William Aubrey de Vere Beauclerk, St Albans 9. hercege
William (1801. május 24. – 1849. május 27.) első felesége Harriot Mellon, híres színésznő és Thomas Coutts bankár özvegye volt, házasságukból nem született gyermek. A herceg második felesége Elizabeth Catherine Gubbins lett, akitől egy fia született. 1849-ben halt meg, amikor fia még csak kilencéves volt.
William Amelius Aubrey de Vere Beauclerk, St Albans 10. hercege
William (1840. április 15. – 1898. május 10.) Etonban, majd a cambridge-i Trinity College-ban tanult. Kilencévesen lett St Albans hercegévé. 1860-ban Lincolnshire helyettes hadnagyává nevezték ki, majd 1868–1874 között a Yeoman of the Guard kapitánya volt. 1880-tól haláláig Nottinghamshire hadnagya volt.
Charles Victor Albert Aubrey de Vere Beauclerk, St Albans 11. hercege
Charles (1870. március 26. – 1934. szeptember 19.) Károly herceg és Viktória királynő keresztfia volt. Etonban tanult, majd 1893-ban belépett az 1. Life Guards ezredbe másodhadnagyként. 1898 és 1900 között kapitány volt a South Nottinghamshire Yeomanryben, később a Royal Scots 3. zászlóaljának hadnagya lett. Egész életében súlyos depresszióval küzdött, 1899 januárjától haláláig a ticehursti elmegyógyintézetben élt, ahol gyámság alatt kezelték vagyonát. Nem házasodott meg, gyermeke nem volt.
Osborne de Vere Beauclerk, St Albans 12. hercege
Osborne (1874. október 16. – 1964. március 2.) féltestvére halála után örökölte a hercegi címet. Etonban tanult, majd 1895-ben hadnagyként csatlakozott a 17. Lancers ezredhez, ahol a második búr háborúban szolgált, 1901-ben kapitány lett. A háború után 1902-ben leszerelt, és a South Nottinghamshire Hussars Yeomanry ezred kapitányaként folytatta katonai pályáját. 1911–1913 között Kanadába utazott, ahol bányabefektetésekkel próbálkozott Brit Columbiában. Az első világháború kitörésekor Douglas Haig tábornagy segédtisztje lett, és Franciaországban szolgált. Később Waterford megye főbírája (1920) és helyettes hadnagya lett. 1918-ban vette feleségül Beatrix Beresfordot, a Waterford márki özvegyét. Időskorában is aktív maradt, nyolcvanas éveiben egyhónapos amerikai körutat tett Greyhound-busszal. 1964-ben hunyt el, 90 éves korában.
Charles Frederick Aubrey de Vere Beauclerk, St Albans 13. hercege
Charles (1915. augusztus 16. – 1988. október 8.) Etonban, majd a cambridge-i Magdalene College-ban tanult, ahol 1937-ben BA, 1947-ben MA fokozatot szerzett. A második világháborúban szolgált a Somerset Light Infantry, majd az Intelligence Corps (katonai hírszerzési) és a PsyWar (pszichológiai hadviselés) kötelékében, és 1945-ben OBE-kitüntetésben részesült. A háború után az Osztrák Szövetséges Bizottság információs szolgálatát vezette (1946–1960), majd a brit Központi Tájékoztatási Hivatal film-, rádió- és könyvrészlegének vezetője volt egészen 1964-ig. Ekkor örökölte a St Albans hercege címet, és otthagyta a közigazgatást. Második feleségével együtt vezette a Upper Grosvenor Galériát Mayfairben (1967–1972), majd sikertelen vállalkozásokba kezdett, köztük a Grendon Securities ügyeiben való részvétel miatt is kritikák érték. A hetvenes évektől Franciaországban, majd Monacóban élt. Mint Anglia örökletes fősolymásza, évente jogosult volt a királyi parkban elejtett fél-szarvasra, amit jótékony célra ajánlott fel.
Murray de Vere Beauclerk, St Albans 14. hercege
Murray (1939. január 19. – ) a Tonbridge Schoolban tanult, 1962-ben bejegyzett könyvvizsgáló lett. 1981-re a Burford and Company könyvvizsgáló cégnél lett társ. 1988-ban örökölte a St Albans hercege címet.

## St. Albans hercegeinek családfája
A családfán csak a cím öröklésének megértéséhez szükséges személyeket tüntettük fel, illetve néhány, más főnemesi házhoz való kapcsolódási pontot.
A ● jelzés törvénytelen utódot jelent
A ◎ jelzés törvénytelen, de később törvényesített utódot jelent.
- II. Károly angol király
  - ● James Crofts (majd James Scott) (1649 – 1685),  Monmouth 1. hercege, suo jure  Buccleuch 1. hercege. Felesége: Anne Scott suo jure  Buccleuch 4. grófnője, suo jure , majd Buccleuch 1. hercegnője. 
    - ...innen lásd  Buccleuch hercege

  - ● Charles FitzCharles[m 10][m 11] (1657–1680), Plymouth 1. grófja
  - ● Charles Fitzroy[m 10][m 12] (1662–1730), 1675-től  Southampton 1. hercege[m 13], 1709-től  Cleveland 2. hercege[m 14]
    - ...innen lásd  Cleveland hercege

  - ● Henry FitzRoy (1663–1690),  Euston 1. grófja (1672),  Grafton 1. hercege (1675) ∞ Isabella Bennet (1668–1723)[m 15],  Arlington 2. grófnője
    - ...innen lásd  Grafton hercege

  - ● George FitzRoy (1665–1716), 1674-től  Northumberland grófja, 1678-tól  Northumberland hercege.
  - ● Charles Beauclerk (1670–1726),  Burford grófja (1676)[m 16] St Albans 1. hercege (1684) ∞ Diana de Vere (1679–1742)
    - Charles Beauclerk (1696–1751),  St Albans 2. hercege
      - Diana Beauclerk (1725–1766) ∞ Shute Barrington (1734–1826)[m 17]
      - George Beauclerk (1730–1786),  St Albans 3. hercege

    - William Beauclerk (1698–1733)[m 18]
      - Charles Beauclerk (~1727–1775)[m 19]
        - George Beauclerk (1758–1787),  St Albans 4. hercege

    - Vere Beauclerk (1699–1781)[m 20],  1. Vere de Hanworth báró
      - Aubrey Beauclerk (1740–1802),  St Albans 5. hercege ∞ Catherine Ponsonby (1742–1789)
        - Aubrey Beauclerk (1765–1815),  St Albans 6. hercege
          - Mary Beauclerk (1791–1845) ∞ George Coventry (1784–1843),  Coventry 8. grófja
          - Aubrey Beauclerk (1815–1816),  St Albans 7. hercege

        - William Beauclerk (1766–1825),  St Albans 8. hercege
          - William Beauclerk (1801–1849),  St Albans 9. hercege
            - William Beauclerk (1840–1898),  St Albans 10. hercege ∞¹ Sybil Mary Grey (1848–1871) ∞² Grace Bernal-Osborne
              - Lady Louise Beauclerk (1869–1958) ∞ Gerald Loder (1861–1936),  1. Wakehurst báró
              - ¹Charles Beauclerk (1870–1934),  St Albans 11. hercege
              - ²Osborne Beauclerk (1874–1964),  St Albans 12. hercege
              - Moyra de Vere Beauclerk (1876–1942) ∞ Richard Cavendish (1871–1946)[m 21] ▶

          - Charles Beauclerk (1813–1861)[m 22]
            - Aubrey Topham Beauclerk (1850–1933)[m 23]
              - Charles Beauclerk (1915–1988),  St Albans 13. hercege
                - Murray Beauclerk (1939–),  St Albans 14. hercege
                  - Emma Beauclerk (1963–)
                  - (1) Charles Beauclerk (1965–), Burford grófja
                    - (2) James Beauclerk, Lord Vere of Hanworth

          - Caroline Beauclerk (1804–1862) ∞ Arthur Capell (1803–1892), Essex 6. grófja

      - Mary Beauclerk (1743–1812) ∞ Charles Spencer (1740–1820)[m 24]

    - James Beauclerk (1709–1787)[m 25]

  - ● James Beauclerk (1671–1680)
  - ◎ Charles Lennox (1672–1723), 1675-től  Richmond 1. (IV) és  Lennox 1. (II) hercege
    - innen lásd  Richmond és Lennox hercege

## Címer leírása
Címerpajzs

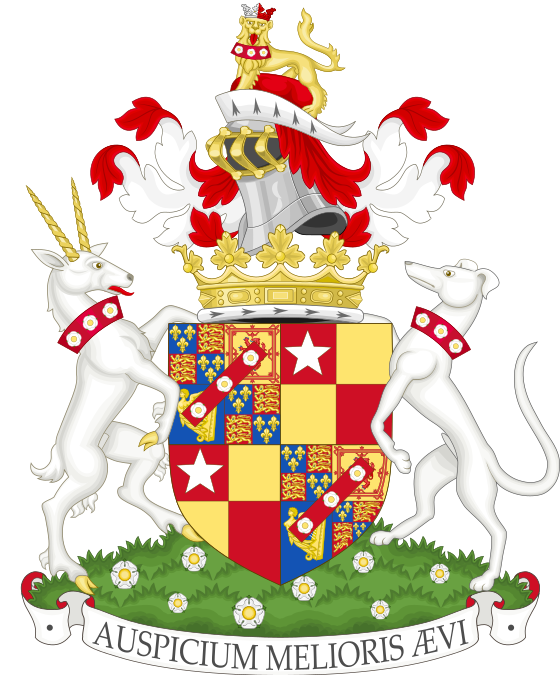
St Albans herceg címere

négyszeresen nagynegyedelt, vagyis négy fő részre van osztva:
- Az 1. és 4. nagynegyed: II. Károly angol király királyi címere, az alábbiak szerint negyedelve:
  - 1. és 4. kiskeret: Franciaország (kék mezőben arany liliomok) és Anglia (vörös mezőben három ezüst oroszlán Plantagenêt-ház) negyedelve,
  - 2. kiskeret: Skócia (arany mezőben vörös, felegyenesedett oroszlán, dupla vörös szegéllyel),
  - 3. kiskeret: Írország (kék mezőben arany hárfa ezüst húrhálóval),
  - az egész pajzsot átvágja egy vörös harántpólya balról, ezen három ezüst rózsa, zöld csészelevelekkel és arany bibékkel helyezkedik el. A harántpólya a törvénytelen származás, a rózsák a Stuart-házra való utalás heraldikai jele.[m 26]
- A 2. és 3. nagynegyed: a De Vere (Oxford grófjai) család címere,
  - vörös és arany negyedelt mező,
  - az első vörös mezőben egy ezüst csillag (mullet argent).[m 27]

Ez a pajzs tehát a királyi származás és a De Vere-örökség egyesítését fejezi ki, heraldikailag megkülönböztetve a törvénytelen eredetet.
Sisak és sisakdísz
Zárt arany sisak, profilból, fölötte egy hercegi korona, abból kiemelkedik egy arany oroszlán, mely a jobb mancsában egy fehér rózsát tart.
Takarók
Vörös és ezüst.
Pajzstartók (Supporters)
- jobb oldalon (dexter, néző balján): egy ezüst szarvasantilop, arany szarvakkal és patákkal,
- bal oldalon (sinister, néző jobbján): egy ezüst agár,
- mindkét pajzstartó nyakában olyan nyakörvet visel, amely egy hercegi korona formájú pánt, rajta három ezüst rózsával, lánccal ellátva – ez ismétli a pajzson látható harántpólya rózsáit, és a Beauclerk-címer egyedi megkülönböztető eleme.

Jelmondat
- latinul: Auspicium melioris aevi
- Jelentése: „Egy jobb kor reménye”.

Az első herceg címere eltérő volt, csupán négy negyedből állt, az itt ismertetett címer első negyede volt. Az első herceg felesége volt az utolsó Oxford gróf örökösnője, így a nagy múltú de Vere címert a második herceg címerébe emelte. A hercegek azóta ezt a módosítatlan címert használják.

## Fordítások
- Ez a szócikk részben vagy egészben  a   Duke of St Albans című angol Wikipédia-szócikk ezen változatának fordításán alapul.  Az eredeti cikk szerkesztőit annak laptörténete sorolja fel. Ez a jelzés csupán a megfogalmazás eredetét és a szerzői jogokat jelzi, nem szolgál a cikkben szereplő információk forrásmegjelöléseként.
- Ez a szócikk részben vagy egészben  a   Nell Gwyn című angol Wikipédia-szócikk ezen változatának fordításán alapul.  Az eredeti cikk szerkesztőit annak laptörténete sorolja fel. Ez a jelzés csupán a megfogalmazás eredetét és a szerzői jogokat jelzi, nem szolgál a cikkben szereplő információk forrásmegjelöléseként.
- Ez a szócikk részben vagy egészben  a   Charles Beauclerk, 1st Duke of St Albans című angol Wikipédia-szócikk ezen változatának fordításán alapul.  Az eredeti cikk szerkesztőit annak laptörténete sorolja fel. Ez a jelzés csupán a megfogalmazás eredetét és a szerzői jogokat jelzi, nem szolgál a cikkben szereplő információk forrásmegjelöléseként.
- Ez a szócikk részben vagy egészben  a   Charles Beauclerk, 2nd Duke of St Albans című angol Wikipédia-szócikk ezen változatának fordításán alapul.  Az eredeti cikk szerkesztőit annak laptörténete sorolja fel. Ez a jelzés csupán a megfogalmazás eredetét és a szerzői jogokat jelzi, nem szolgál a cikkben szereplő információk forrásmegjelöléseként.
- Ez a szócikk részben vagy egészben  a   George Beauclerk, 3rd Duke of St Albans című angol Wikipédia-szócikk ezen változatának fordításán alapul.  Az eredeti cikk szerkesztőit annak laptörténete sorolja fel. Ez a jelzés csupán a megfogalmazás eredetét és a szerzői jogokat jelzi, nem szolgál a cikkben szereplő információk forrásmegjelöléseként.
- Ez a szócikk részben vagy egészben  a   George Beauclerk, 4th Duke of St Albans című angol Wikipédia-szócikk ezen változatának fordításán alapul.  Az eredeti cikk szerkesztőit annak laptörténete sorolja fel. Ez a jelzés csupán a megfogalmazás eredetét és a szerzői jogokat jelzi, nem szolgál a cikkben szereplő információk forrásmegjelöléseként.
- Ez a szócikk részben vagy egészben  az   Aubrey Beauclerk, 5th Duke of St Albans című angol Wikipédia-szócikk ezen változatának fordításán alapul.  Az eredeti cikk szerkesztőit annak laptörténete sorolja fel. Ez a jelzés csupán a megfogalmazás eredetét és a szerzői jogokat jelzi, nem szolgál a cikkben szereplő információk forrásmegjelöléseként.
- Ez a szócikk részben vagy egészben  az   Aubrey Beauclerk, 6th Duke of St Albans című angol Wikipédia-szócikk ezen változatának fordításán alapul.  Az eredeti cikk szerkesztőit annak laptörténete sorolja fel. Ez a jelzés csupán a megfogalmazás eredetét és a szerzői jogokat jelzi, nem szolgál a cikkben szereplő információk forrásmegjelöléseként.
- Ez a szócikk részben vagy egészben  a   William Beauclerk, 8th Duke of St Albans című angol Wikipédia-szócikk ezen változatának fordításán alapul.  Az eredeti cikk szerkesztőit annak laptörténete sorolja fel. Ez a jelzés csupán a megfogalmazás eredetét és a szerzői jogokat jelzi, nem szolgál a cikkben szereplő információk forrásmegjelöléseként.
- Ez a szócikk részben vagy egészben  a   William Beauclerk, 9th Duke of St Albans című angol Wikipédia-szócikk ezen változatának fordításán alapul.  Az eredeti cikk szerkesztőit annak laptörténete sorolja fel. Ez a jelzés csupán a megfogalmazás eredetét és a szerzői jogokat jelzi, nem szolgál a cikkben szereplő információk forrásmegjelöléseként.
- Ez a szócikk részben vagy egészben  a   William Beauclerk, 10th Duke of St Albans című angol Wikipédia-szócikk ezen változatának fordításán alapul.  Az eredeti cikk szerkesztőit annak laptörténete sorolja fel. Ez a jelzés csupán a megfogalmazás eredetét és a szerzői jogokat jelzi, nem szolgál a cikkben szereplő információk forrásmegjelöléseként.
- Ez a szócikk részben vagy egészben  a   Charles Beauclerk, 11th Duke of St Albans című angol Wikipédia-szócikk ezen változatának fordításán alapul.  Az eredeti cikk szerkesztőit annak laptörténete sorolja fel. Ez a jelzés csupán a megfogalmazás eredetét és a szerzői jogokat jelzi, nem szolgál a cikkben szereplő információk forrásmegjelöléseként.
- Ez a szócikk részben vagy egészben  az   Osborne Beauclerk, 12th Duke of St Albans című angol Wikipédia-szócikk ezen változatának fordításán alapul.  Az eredeti cikk szerkesztőit annak laptörténete sorolja fel. Ez a jelzés csupán a megfogalmazás eredetét és a szerzői jogokat jelzi, nem szolgál a cikkben szereplő információk forrásmegjelöléseként.
- Ez a szócikk részben vagy egészben  a   Charles Beauclerk, 13th Duke of St Albans című angol Wikipédia-szócikk ezen változatának fordításán alapul.  Az eredeti cikk szerkesztőit annak laptörténete sorolja fel. Ez a jelzés csupán a megfogalmazás eredetét és a szerzői jogokat jelzi, nem szolgál a cikkben szereplő információk forrásmegjelöléseként.
- Ez a szócikk részben vagy egészben  a   Murray Beauclerk, 14th Duke of St Albans című angol Wikipédia-szócikk ezen változatának fordításán alapul.  Az eredeti cikk szerkesztőit annak laptörténete sorolja fel. Ez a jelzés csupán a megfogalmazás eredetét és a szerzői jogokat jelzi, nem szolgál a cikkben szereplő információk forrásmegjelöléseként.